# (2853) Harvill
(2853) Harvill es un asteroide perteneciente al cinturón de asteroides, descubierto el 14 de septiembre de 1963 por el equipo de la Universidad de Indiana desde el Observatorio Goethe Link, Brooklyn (Estados Unidos).

## Designación y nombre
Designado provisionalmente como 1963 RG. Fue nombrado Harvill en honor a Richard A. Harvill presidente de la Universidad de Arizona.